# Aromobatinae
Sous-famille
Les Anomaloglossinae sont une sous-famille d'amphibiens de la famille des Aromobatidae.

## Répartition
Les espèces de cette sous-famille se rencontrent en Colombie, au Venezuela et à Trinité-et-Tobago.

## Liste des genres
Selon Amphibian Species of the World (19 mars 2013) :
- Aromobates Myers, Paolillo-O. & Daly, 1991
- Mannophryne La Marca, 1992

## Publication originale
- Grant, Frost, Caldwell, Gagliardo, Haddad, Kok, Means, Noonan, Schargel, & Wheeler, 2006 : Phylogenetic systematics of dart-poison frogs and their relatives (Amphibia : Athesphatanura : Dendrobatidae). Bulletin of the American Museum of Natural History, no 299, p. 1-262 (texte intégral).